# ليسي كلينون
Licy-Clignon هي بلدية في مقاطعة ان في اقليم فرنسي في اوت دي فرانس في شمال فرنسا .